# اوژن
اوژن در معانی زیر کاربرد دارد:
- اُوژَن (اَوژَن) واژهٔ فارسی به‌معنای افکننده، اندازنده و نابودکننده؛ که همیشه به‌صورت ترکیبی به کار می‌رود، همچون: دیواوژن (افکننده و نابودکنندهٔ دیو)؛ گاواوژن (افکننده و اندازندهٔ گاو؛ لقب ایزد مهر یا میترا)؛ تن‌اوژن و…

همچنین، «اوژن» تلفظ فرانسویِ نامی اروپایی است و ممکن است در موارد زیر به کار برود:
- اوژنیوس یکم
- اوژن دوم
- اوژن سوم
- اوژن چهارم
- یوجین، اورگن
- اوژن دولاکروا
- اوژن یونسکو
- اوژن بورنوف